# 日本広告審査機構
公益社団法人日本広告審査機構（にほんこうこくしんさきこう、英: Japan Advertising Review Organization, JARO（ジャロ））は、日本の公益社団法人である。

## 概要
内閣府（公正取引委員会）および経済産業省の許可を受けた公益社団法人で、広告主（各媒体に広告を多数出している大手企業が中心）、媒体（放送局や新聞社、雑誌社などのメディア）、広告業、広告制作業など、広告に関連のある企業を主体とする会員によって構成される。
略称のJAROの語呂をもじったテレビCMでよく知られている。主業務として、広告に対する苦情や疑問点（嘘、大げさ（誇大）、わかりにくい、紛らわしい、誤解を招くなど、主に広告活動を規制する不当景品類及び不当表示防止法（景品表示法）や医薬品、医療機器等の品質、有効性及び安全性の確保等に関する法律（薬機法）などに抵触する可能性がある場合）を受け付け、審査を行っており、2014年度で5,110件が受け付けられ、うち苦情が3,028件あった。それらの内容を元に、広告主に改善を求める。
ただ、あくまでも自主的な審査機関であり、景品表示法を所管する消費者庁や、消費者庁の発足まで景品表示法を所管していた公正取引委員会、医薬品医療機器等法を所管する厚生労働省などの行政機関の様な法的措置は取れないため、制作者（広告主や、場合によりメディア）に注意（法令違反の疑いが強い場合には警告）を発するに留まる。
審査を取り扱っていない広告も何パターンかある。政治・宗教関連の広告、意見広告は日本国憲法の言論の自由で保障されているため、またギャンブルの予想（競馬予想会社など）や、占いに関するものは「非科学的である」ため扱っていない。このほか裁判中の広告や、取引・契約内容に関するもの、効能・効果等の測定・検証を要するものも対象外としている。
事務局は東京（東日本地区）、大阪（西日本地区）の2カ所に所在する。かつては札幌（北海道地区・北海道広告業協会内）と名古屋（東海地区・愛知広告協会内）にもその地域専用の受け付け電話窓口があったが、現在は札幌事務局は2016年3月末、名古屋事務局は2017年5月末をもって廃止されている。
なお、取引・契約内容に関するものや、効能・効果等の測定・検証を要するものなど、JAROでの審査対象外の広告もあることから、消費者側からの相談については、消費生活センターなどの行政機関に相談した方が好ましい場合もある。
前理事長は、山内豊彦。

## 告知CM
JAROの告知CMは、ACジャパン、放送倫理・番組向上機構（BPO）同様、CMのスポンサー企業が広告を自粛した際やCM枠が余った際に代わりに放送されることが多く、震災、天皇崩御、テロの際や深夜・早朝で（主に1日の番組編成が切り替わる時間帯や放送休止時間前の時間帯。局によっては昼間や夜間でも）頻繁にCMを目にすることがある（主に日本民間放送連盟加盟のテレビ・ラジオ放送局）。また、JAROのホームページからも現在放送中の15秒版と30秒版のテレビCM動画の視聴と、20秒版と40秒版のラジオCMの聴取、さらに現在掲載中の新聞・雑誌、バナー広告も閲覧することができる。
ACジャパンやBPOのCMはNHKでも放送されることがある（ただし、ACジャパンのCMではNHKの表記に差し替え）が、JAROのCMはNHKにおいて民間の広告放送を一切行っていないため、放送されていない。また、コミュニティ放送でもほとんどの局では放送されていない。

## 事務局
本部・東京事務局
- 東京都中央区銀座2-16-7 銀座2丁目松竹ビルANNEX

大阪事務局
- 大阪府大阪市北区梅田2-5-8 千代田ビル西別館

### 過去に設置されていた事務局
札幌事務局（北海道広告業協会内）
- 北海道札幌市中央区南1条東1 太平洋興発ビル

名古屋事務局（愛知広告協会内）
- 愛知県名古屋市中区栄2-10-19 名古屋商工会議所内

## 歴代CMキャラクター

### 現在
- 嘘つきな黒ウサギの「ウソぴょん」、大げさな鯛の「コダイ」、紛らわしい鷲の「まぎらワシ」（2017年6月 - 現在）

「広告ダメダメ3匹」と呼ばれる3匹の着ぐるみがコミカルに踊る内容のアニメCM。なお当機構のサイトがリニューアルしたことに伴い、JAROのキャラクターとして当機構のサイトや新聞広告・ポスターでもこの3匹が登場する。
2017年6月から2021年5月まではアニメCMであったが、2021年6月以降はクレイアニメを使った新作に更新。2025年6月1日からの第3弾も引き続きクレイアニメとして放映され、新キャラクターに人を不快にさせるイノシシの「フカイノシシ」が登場。ネット上（主にSNSや動画配信サイト）での広告に関する苦情・問い合わせもJAROへの相談を呼びかける内容となっている。
音楽:樋口太陽、3匹の声:小田久史、前野智昭、西村知道、ナレーション:相田さやか、コマ撮りアニメーション総監修:伊藤有壱

### 以前
- 森田公一とトップギャラン（「保安官編」歌のみ、1977年 - 1978年）
- 槙大輔（「電話編」ナレーションのみ、1978年 - 1979年）
- 富田耕生（「森の動物たち編」ナレーションのみ、1982年）
- 中村正（「ヒモ編」ナレーションのみ、1983年）
- 藤本房子（「小鳥の歌編」歌のみ、1984年、「白雪姫編」歌のみ、1985年 - 1987年）
- 潘恵子（「白雪姫編」ナレーションのみ、1985年 - 1987年）
- 熊倉一雄（「握手編」ナレーションのみ、1988年 - 1989年）
- 小林由美恵, ピアニカ前田（「JAROの唄編」、1992年 - 1993年）
- 北野大（1995年）
- 大林宣彦（1995年）
- 大宅映子（1996年）
- C・W・ニコル（1996年）
- 上沼恵美子（1997年）
- 大沢啓二（1997年）
- 窪田等（ナレーションのみ、1995年 - 1997年）
- 岸田今日子（1998年）
- 篠原勝之（1998年）
- TARAKO（「道標編」ナレーションのみ、2000年）
- 神木隆之介（「そんな広告アリ?さんズ編」ナレーションのみ、2003年 - 2005年10月）アリ3匹のアニメーションCMが流れていた。
- 林家木久扇（旧名：林家木久蔵(初代)、2005年11月～2010年8月）[注 1]
- 林家木久蔵（2代目。旧名：林家きくお、2007年9月～2010年8月）
- 三猿（2010年9月～2012年8月）JAROのテレビCMでは初めて画角16:9のハイビジョン制作となった。
- 藤岡弘、「自己紹介」編（2012年9月1日～2013年8月31日）、「電話」編（2013年9月1日～2015年8月31日）[注 2]
- 一般の主婦・男子高校生・中年男性・中年女性など（2015年9月 - 2017年5月） - ミュージカル仕立てで、広告についての意見・苦情の相談をする内容。

※以前のCMには他にも、カバやオットセイなどといった動物が登場していたもの（1995年「私はうそをつきません編」）も存在したほか、『白雪姫』などの人形劇CMも存在し、ユニークなCMでは「ぶつぶつ言わないで」の文言にもじって小さい仏像が登場したものや、オルゴールを回して電話番号を読み上げた曲が流れ、ねじを急いで多く回すと早口で曲が流れるというものも存在した。